# Salcabamba (distrito)
Salcabamba é um distrito do Peru, departamento de Huancavelica, localizada na província de Tayacaja.

## Transporte
O distrito de Salcabamba é servido pela seguinte rodovia:
- HV-101, que liga a cidade de Roble ao distrito de Daniel Hernández [1][2][3]